# SC 07 Bürgel
SC 07 Bürgel is een Duitse voetbalclub uit Bürgel, een stadsdeel van Offenbach am Main.

## Geschiedenis
De club werd in 1907 opgericht en sloot zich in mei 1908 aan bij de Zuid-Duitse voetbalbond. In 1911 werd de club al kampioen van de tweede klasse en na een eindrondewedstrijd tegen SpVgg 02 Griesheim promoveerde de club naar de Nordkreisliga. Tegenover sterke clubs uit Offenbach en Frankfurt stond de club zijn mannetje en werd zesde op dertien clubs. De volgende twee seizoenen speelden slechts acht clubs in de competitie en Bürgel werd telkens zevende.
Na de Eerste Wereldoorlog ging de club in de nieuwe Zuidmaincompetitie spelen. De bond organiseerde eerst een herfst- en lentekampioenschap, waar de club twee keer laatste werd en toen de competitie pas echt van start ging in 1919 werden ze meteen tweede achter Offenbacher FC Kickers 1901. Ook in 1920/21 werden ze tweede. Na dit seizoen werd de Maincompetitie ingevoerd, die aanvankelijk uit vier reeksen bestond en over twee seizoenen werd teruggebracht naar één reeks. Bürgel werd twee keer tweede in zijn reeks en overleefde beide schiftingen. Tussen 1920 en 1923 verloor de club geen enkele thuiswedstrijd. In de gezamenlijke competitie had de club meer last van de concurrentie en kon een degradatie net vermijden. In 1924/25 werd de club laatste met slechts twee punten en degradeerde.
Twee jaar later fuseerde de club met SpVgg 1911 Bürgel tot 1. FC Blau-Weiß 07. In 1933 slaagde de club erin promotie af te dwingen, echter werd het voetbal in Duitsland geherstructureerd toen de NSDAP aan de macht kwam. De Gauliga werd ingevoerd als nieuwe hoogste klasse en Bürgel zag de promotie aan zijn neus voorbij gaan. In 1936 werd opnieuw de oude naam SC 07 Bürgel aangenomen. De activiteiten werden in 1942 gestaakt tijdens de Tweede Wereldoorlog.
Na de oorlog werd de club heropgericht. In 1949 promoveerde de club naar de 2. Amateurliga Hessen, waar ze tot 1954 bleven. Sinds begin jaren zeventig is de club helemaal weggezakt naar de laagste reeksen.